# Gołańcz-Wschód (gromada)
Gołańcz-Wschód – dawna gromada, czyli najmniejsza jednostka podziału terytorialnego Polskiej Rzeczypospolitej Ludowej w latach 1954–1972.
Gromady, z gromadzkimi radami narodowymi (GRN) jako organami władzy najniższego stopnia na wsi, funkcjonowały od reformy reorganizującej administrację wiejską przeprowadzonej jesienią 1954 do momentu ich zniesienia z dniem 1 stycznia 1973, tym samym wypierając organizację gminną w latach 1954–1972.
Gromadę Gołańcz-Wschód z siedzibą GRN w mieście Gołańczy (nie wchodzącym w skład gromady) utworzono 1 stycznia 1959 w powiecie wągrowieckim w woj. poznańskim z obszarów zniesionych gromad: Czeszewo (bez miejscowości Wiśniewo) i Panigródz (bez miejscowości Głogowiniec) w tymże powiecie; równocześnie do nowo utworzonej gromady Gołańcz-Wschód włączono miejscowości Chawładno, Morakówko, Oleszno i Podjezierze z gromady Gołańcz w tymże powiecie.
W 1965 gromada miała 27 członków GRN.
Gromada przetrwała do końca 1972 roku, czyli do kolejnej reformy gminnej. 1 stycznia 1973 w powiecie wągrowieckim reaktywowano zniesioną w 1954 roku gminę Gołańcz.